# Gerd Wechsung

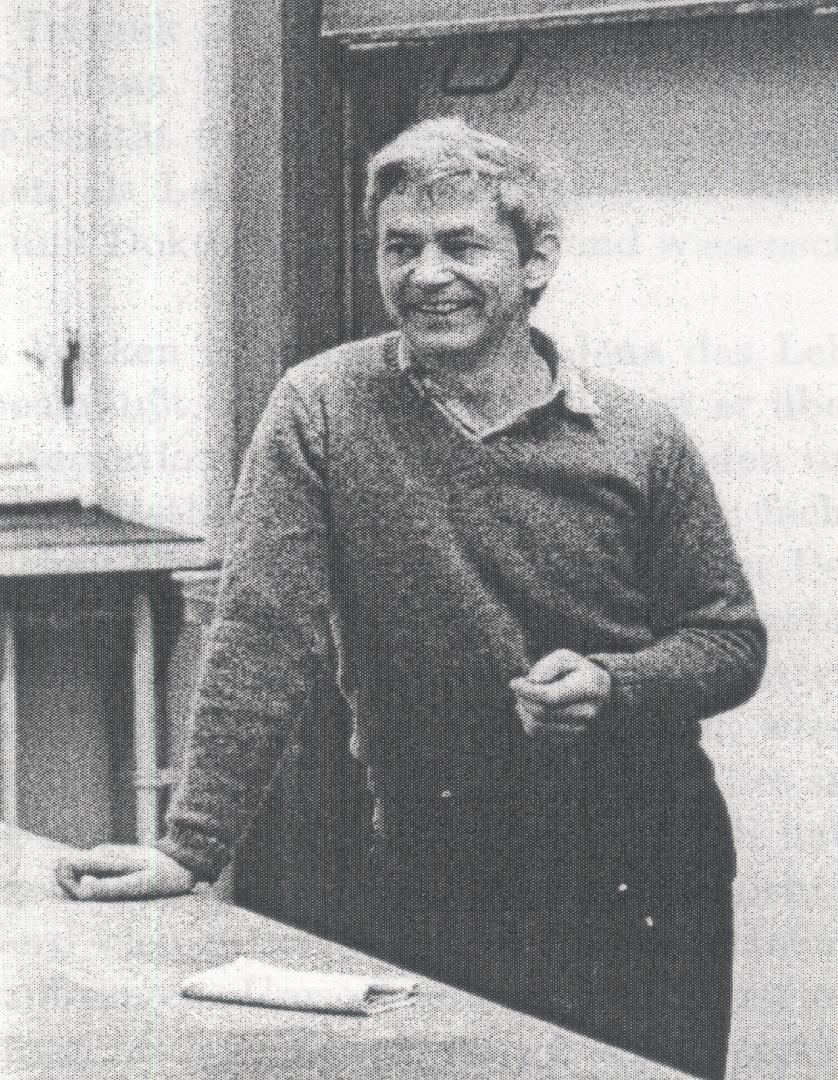
Gerd Wechsung, 1985

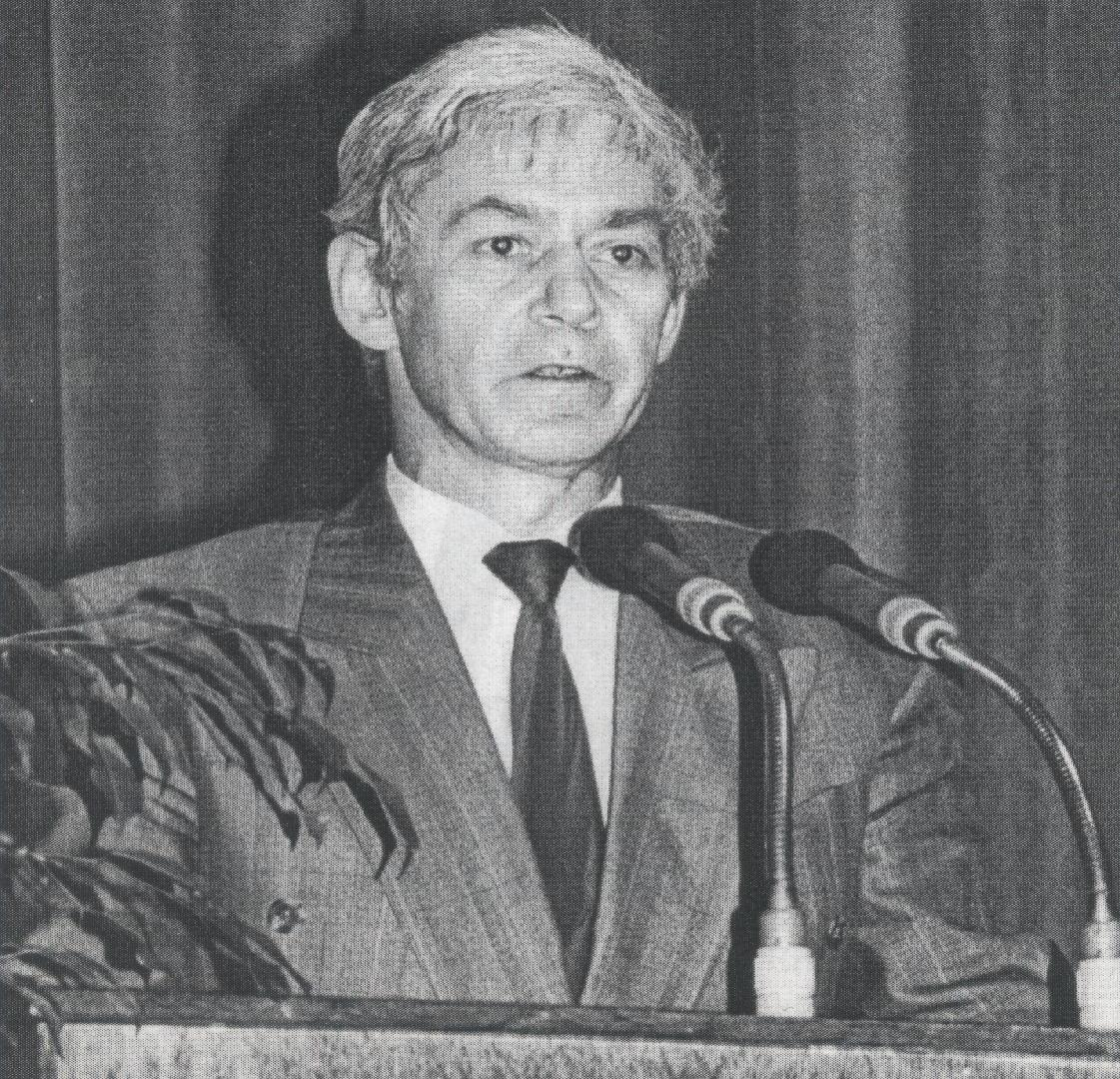
Gerd Wechsung als Prorektor der Universität Jena, 1991

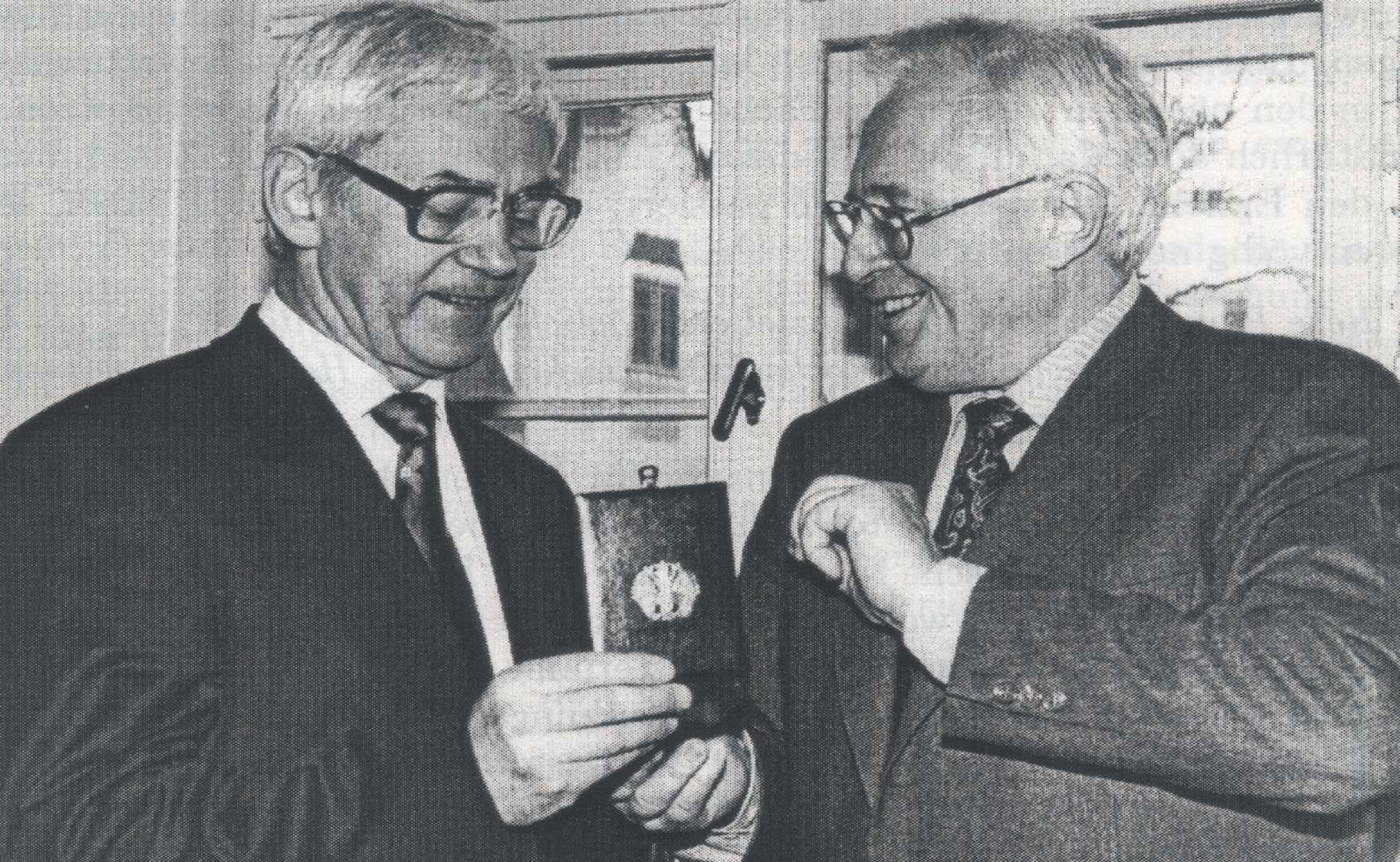
Gerd Wechsung wird 1998 das Verdienstkreuz am Bande der Bundesrepublik Deutschland von Thüringens Ministerpräsident Bernhard Vogel verliehen

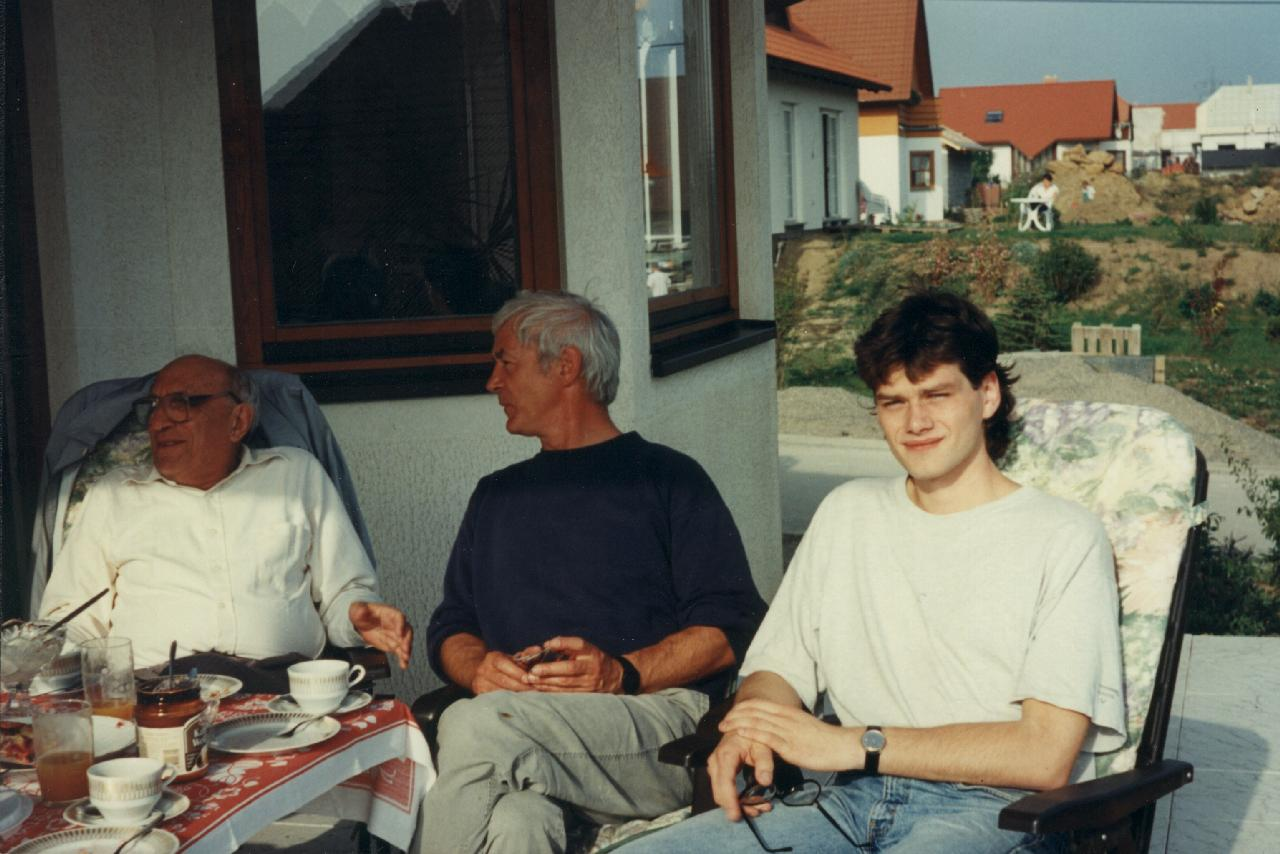
V. l. n. r.: Boris Trakhtenbrot, Gerd Wechsung und Jörg Rothe, 1994

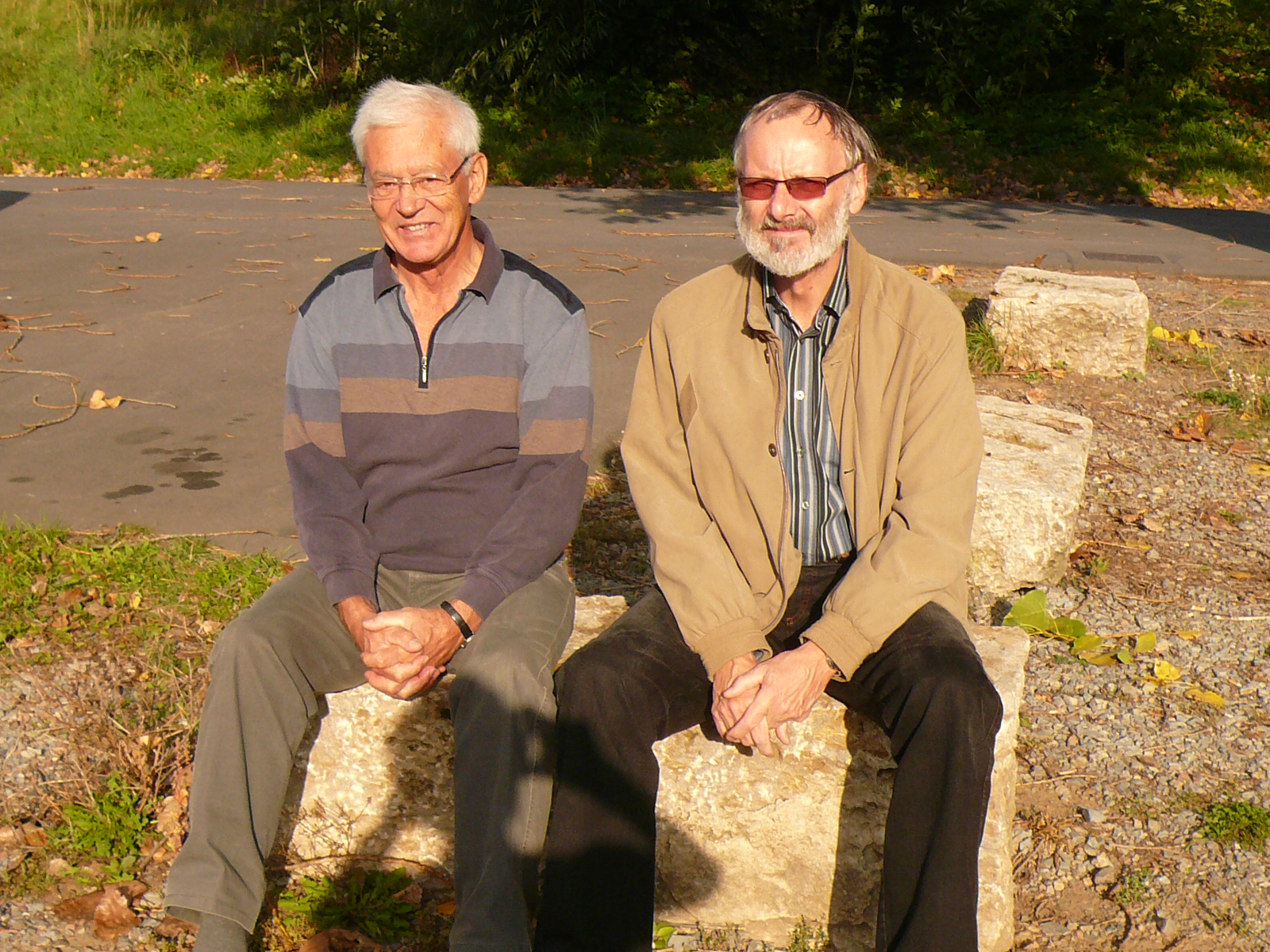
Gerd Wechsung und Ludwig Staiger, 2012

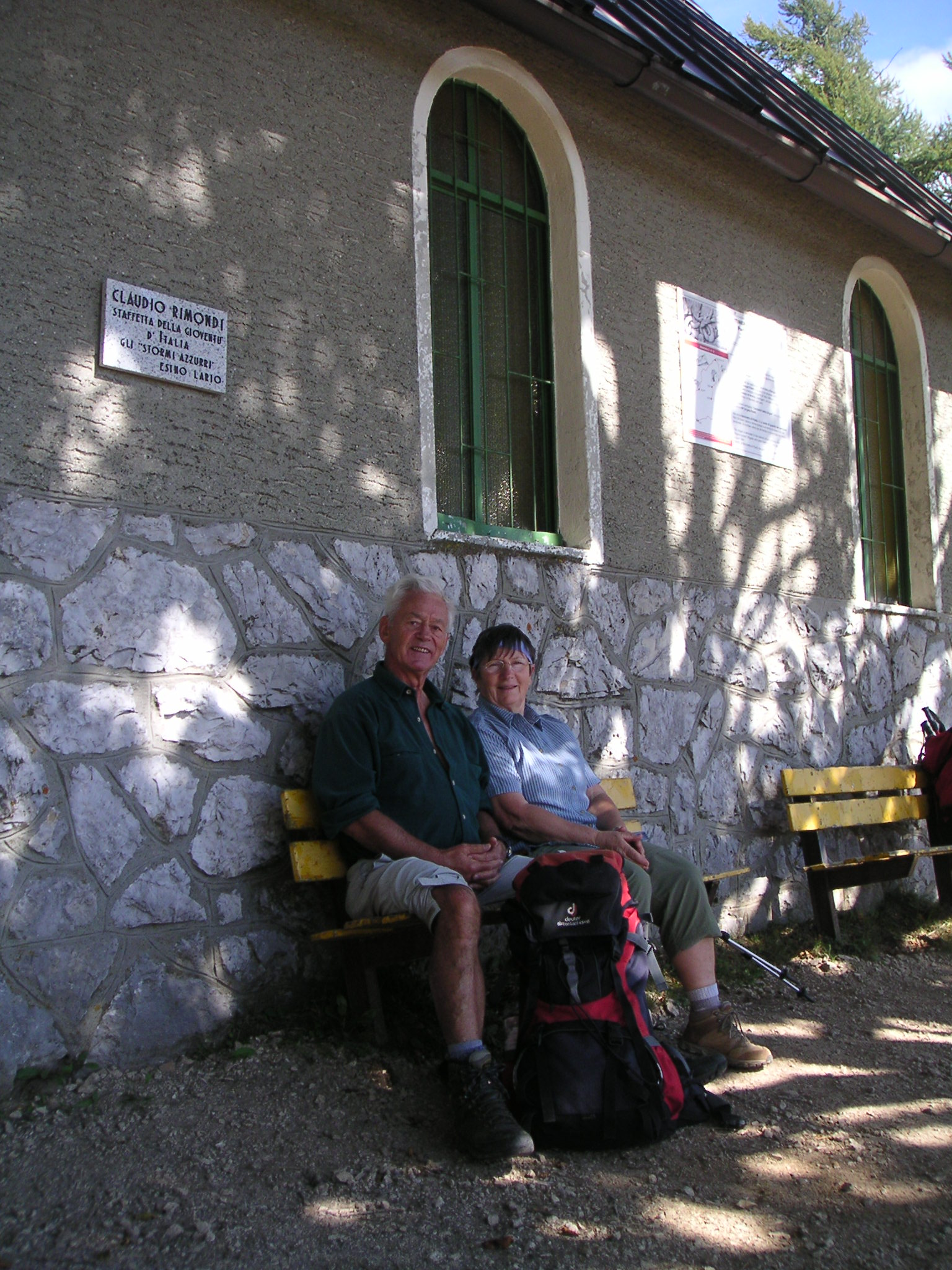
Gerd und Maria Wechsung, 2010

Gerd Wechsung (* 12. Februar 1939 in Berka) ist ein deutscher Mathematiker und Informatiker, der von 1980 bis 2004 als Professor für Theoretische Informatik an der Universität Jena wirkte. Insbesondere forschte er auf den Gebieten der Komplexitäts- und Berechenbarkeitstheorie.

## Leben
Wechsung schloss sein Studium der Mathematik an der Universität Jena 1962 mit dem Diplom ab. Das Thema seiner Diplomarbeit lautete Verzweigte periodische Funktionen und ihre Anwendungen. Großen Einfluss während seines Studiums hatte der Mathematiker Walter Brödel, der im Dezember 1961 aus politischen Gründen aus Jena vertrieben wurde und nach Gastprofessuren in München und Darmstadt zum Professor in Würzburg berufen wurde.
Es folgte 1966 die Promotion A (Dr. rer. nat.) an der Universität Jena. Seine Dissertation Zur Theorie der logarithmischen Integrale wurde von seinem Doktorvater Wilhelm Maier betreut. Nachdem Wechsung 1970 zum Dozenten für Mathematische Kybernetik und Rechentechnik an der Universität Jena ernannt worden war und 1973 ein Zusatzstudium an der Lomonossow-Universität in Moskau absolviert hatte, schloss sich 1974 an der Humboldt-Universität zu Berlin die Promotion B (Dr. sc. nat.) mit der Schrift Zur Theorie der subrekursiven Berechenbarkeit an.
1976 war Wechsung Gastprofessor an der Akademie der Wissenschaften der UdSSR, 1977 Lektor am Banach-Zentrum Warschau, und 1980 wurde er zum ordentlichen Professor für Mathematische Kybernetik und Rechentechnik an der Universität Jena berufen. Es folgten Gastprofessuren 1986 an der University of Colorado Boulder in den Vereinigten Staaten und 1989 an der Universität Greifswald.
Während er zu DDR-Zeiten zwar parteilos, aber politisch interessiert und engagiert war und die Mitarbeiter seiner Forschungsgruppe nach besten Kräften gegen Repressalien des Regimes verteidigt hatte, schloss er sich im Oktober 1989 dem Bündnis "Demokratischer Aufbruch" (DA) an. Im Mai 1989 war er einer von 25 Wahlbeobachtern, die in Jena halfen, die Fälschungen bei den DDR-Kommunalwahlen aufzudecken. Im Dezember 1989 wurde er zum Vorsitzenden des Jenaer Kreisvorstandes des DA gewählt und arbeitete aktiv auf die Demokratisierung Ostdeutschlands und die Wiedervereinigung mit Westdeutschland hin.
1990 war er der Gründungsdirektor des Instituts für Theoretische und Praktische Informatik an der Universität Jena. Im selben Jahr trat er sein Amt als Prorektor für Mathematik, Naturwissenschaft und Technik an der Universität Jena an, das er bis 1993 innehatte und bei dem er insbesondere als Vorsitzender der Evaluierungskommission maßgeblichen Anteil an der Erneuerung der Universität hatte.

## Auszeichnungen
Für ihr herausragendes Engagement beim Wiederaufbau und der demokratischen Erneuerung der Friedrich-Schiller-Universität Jena wurde Gottfried Meinhold und Gerd Wechsung 1998 das Verdienstkreuz am Bande der Bundesrepublik Deutschland verliehen.

## Akademischer Nachwuchs
Wechsung betreute bzw. ermöglichte in seiner Arbeitsgruppe die Promotionen von insgesamt 18 jungen Wissenschaftlern: Lutz Bernhard (1971), Klaus W. Wagner (1974), Bernhard Goetze (1976), Gerhard Lischke (1976), Andreas Brandstädt (1976), Ludwig Staiger (1977), Werner Nehrlich (1980), Jörg Vogel (1983), Dietrich Meinhardt (1986), Thomas Gundermann (1988), Nasser Ali Nasser (1989), Dieter Kratsch (1989), Haiko Müller (1991), Peter Damaschke (1991), Jörg Rothe (1995), Harald Hempel (1998), Maren Hinrichs (2003) und André Große (2004).
Aus diesem akademischen Nachwuchs wurden später auf Professuren berufen oder waren als Hochschullehrer oder Senior Lecturer tätig: Klaus W. Wagner (Universität Augsburg und Universität Würzburg), Andreas Brandstädt (Universität  Duisburg und Universität Rostock), Gerhard Lischke (Universität Jena), Werner Nehrlich (Technische Fachhochschule Berlin), Ludwig Staiger (Universität Halle), Jörg Vogel (Universität Jena), Dieter Kratsch (Université de Lorraine Metz, Frankreich), Haiko Müller (University of Leeds, UK), Peter Damaschke (Chalmers University Göteborg, Schweden), Jörg Rothe (Universität Düsseldorf), Maren Hinrichs (Westsächsische Hochschule Zwickau) und André Große (Ernst-Abbe-Hochschule Jena).

## Schriften (Auswahl)
- Klaus W. Wagner und Gerd Wechsung: Computational Complexity. D. Reidel Publishing Company, Dordrecht (später: Kluwer/Reidel), 1986 und Deutscher Verlag der Wissenschaften, Berlin, 1986.
- André Große, Jörg Rothe und Gerd Wechsung: On computing the smallest four-coloring of planar graphs and non-self-reducible sets in P. Information Processing Letters 99(6), S. 215–221, 2006.[1]
- Edith Hemaspaandra und Gerd Wechsung: The Minimization Problem for Boolean Formulas. SIAM Journal on Computing 31(6), S. 1948–1958, 2002.[2]
- André Große, Jörg Rothe und Gerd Wechsung: Computing Complete Graph Isomorphisms and Hamiltonian Cycles from Partial Ones. Theory of Computing Systems 35(1), S. 81–93, 2002.[3]
- Gerd Wechsung: Vorlesungen zur Komplexitätstheorie. Teubner-Texte zur Informatik. Springer Vieweg, Berlin und Heidelberg, 2000.[4]
- Lane A. Hemaspaandra, Harald Hempel und Gerd Wechsung: Query Order. SIAM Journal on Computing 28(2), S. 637–651, 1998.[5]
- Maren Hinrichs und Gerd Wechsung: Time Bounded Frequency Computations. Information and Computation 139(2), pp. 234-257, 1997.[6]
- Jin-yi Cai, Thomas Gundermann, Juris Hartmanis, Lane A. Hemachandra, Vivian Sewelson, Klaus W. Wagner und Gerd Wechsung: The Boolean Hierarchy II: Applications. SIAM Journal on Computing 18(1), S. 95–111, 1989.[7]
- Jin-yi Cai, Thomas Gundermann, Juris Hartmanis, Lane A. Hemachandra, Vivian Sewelson, Klaus W. Wagner und Gerd Wechsung: The Boolean Hierarchy I: Structural Properties. SIAM Journal on Computing 17(6), S. 1232–1252, 1988.[8]
- Gerd Wechsung und Andreas Brandstädt: A Relation Between Space, Return and Dual Return Complexities. In: Theoretical Computer Science 9, 1979, S. 127–140.[9]